# Abang II (Dzeng)
Ne doit pas être confondu avec Abang II (Ngoumou).
Pour les articles homonymes, voir Abang.
Abang II est un village du Cameroun situé dans le département du Nyong-et-So'o et la région du Centre. Il fait partie de la commune de Dzeng.

## Population
En 1963, Abang II comptait 66 habitants, principalement des Mbida-Mbani. Lors du recensement de 2005, on y a dénombré 140 personnes.